# Campionato europeo maschile di pallacanestro 1985
Il 24º Campionato Europeo Maschile di Pallacanestro FIBA (noto anche come FIBA EuroBasket 1985) si è tenuto dal 5 al 16 giugno 1985 nella Germania Ovest.
I Campionati europei maschili di pallacanestro sono una manifestazione biennale tra le squadre nazionali organizzata dalla FIBA Europe.

## Partecipanti
Partecipano dodici nazionali divise in due gruppi da sei squadre.
| Gruppo A                                                               | Gruppo B                                                                      |
| ---------------------------------------------------------------------- | ----------------------------------------------------------------------------- |
| - Francia - Jugoslavia - Polonia - Romania - Unione Sovietica - Spagna | - Bulgaria - Germania Ovest - Israele - Italia - Paesi Bassi - Cecoslovacchia |

## Prima fase
La vincente di ogni gara si aggiudica due punti, la perdente uno. Le prime quattro di ogni girone accedono alla fase finale, le ultime due partecipano alla fase di consolazione.

### Gruppo A
| -  | Team             | V - P | Pf - Ps   | Pts | Diff. |
| -- | ---------------- | ----- | --------- | --- | ----- |
| 1. | Jugoslavia       | 4 - 1 | 514 - 464 | 9   | +50   |
| 2. | Unione Sovietica | 4 - 1 | 537 - 483 | 9   | +54   |
| 3. | Spagna           | 4 - 1 | 496 - 465 | 6   | +31   |
| 4. | Francia          | 1 - 4 | 479 - 531 | 6   | -52   |
| 5. | Romania          | 1 - 4 | 452 - 488 | 6   | -36   |
| 6. | Polonia          | 1 - 4 | 457 - 504 | 6   | -47   |

| Karlsruhe giugno 1985 | Polonia | 70 – 83 (34-42) | Romania |  |

| Karlsruhe giugno 1985 | Unione Sovietica | 118 – 103 (65-46) | Francia |  |

| Karlsruhe giugno 1985 | Spagna | 83 – 99 (44-39) | Jugoslavia |  |

| Karlsruhe giugno 1985 | Unione Sovietica | 100 – 85 (43-37) | Romania |  |

| Karlsruhe giugno 1985 | Spagna | 99 – 97 (52-58) | Polonia |  |

| Karlsruhe giugno 1985 | Francia | 89 – 110 (40-65) | Jugoslavia |  |

| Karlsruhe giugno 1985 | Romania | 94 – 106 (49-51) | Spagna |  |

| Karlsruhe giugno 1985 | Francia | 94 – 97 (34-46) | Polonia |  |

| Karlsruhe giugno 1985 | Unione Sovietica | 105 – 97 (57-53) | Jugoslavia |  |

| Karlsruhe giugno 1985 | Francia | 110 – 97 (55-59) | Romania |  |

| Karlsruhe giugno 1985 | Jugoslavia | 106 – 94 (51-44) | Polonia |  |

| Karlsruhe giugno 1985 | Unione Sovietica | 92 – 99 (52-57) | Spagna |  |

| Karlsruhe giugno 1985 | Jugoslavia | 102 – 93 (62-49) | Romania |  |

| Karlsruhe giugno 1985 | Spagna | 109 – 83 (62-34) | Francia |  |

| Karlsruhe giugno 1985 | Unione Sovietica | 122 – 99 (64-44) | Polonia |  |

### Gruppo B
| -  | Team           | V - P | Pf - Ps   | Pts | Diff. |
| -- | -------------- | ----- | --------- | --- | ----- |
| 1. | Italia         | 4 - 1 | 459 - 391 | 9   | +68   |
| 2. | Germania Ovest | 3 - 2 | 445 - 420 | 8   | +25   |
| 3. | Bulgaria       | 3 - 2 | 396 - 385 | 8   | +11   |
| 4. | Cecoslovacchia | 2 - 3 | 428 - 425 | 7   | +3    |
| 5. | Israele        | 2 - 3 | 430 - 434 | 7   | -4    |
| 6. | Paesi Bassi    | 1 - 4 | 400 - 503 | 6   | -103  |

| Leverkusen giugno 1985 | Italia | 82 – 80 (39-42) | Cecoslovacchia |  |

| Leverkusen giugno 1985 | Germania Ovest | 104 – 79 (51-34) | Paesi Bassi |  |

| Leverkusen giugno 1985 | Israele | 72 – 78 (44-37) | Bulgaria |  |

| Leverkusen giugno 1985 | Italia | 94 – 79 (49-43) | Germania Ovest |  |

| Leverkusen giugno 1985 | Israele | 92 – 93 (54-42) | Cecoslovacchia |  |

| Leverkusen giugno 1985 | Paesi Bassi | 90 – 103 (32-52) | Bulgaria |  |

| Leverkusen giugno 1985 | Germania Ovest | 101 – 83 (45-44) | Cecoslovacchia |  |

| Leverkusen giugno 1985 | Italia | 82 – 61 (41-29) | Bulgaria |  |

| Leverkusen giugno 1985 | Israele | 80 – 86 (49-45) | Paesi Bassi |  |

| Leverkusen giugno 1985 | Cecoslovacchia | 68 – 84 (35-40) | Bulgaria |  |

| Leverkusen giugno 1985 | Israele | 94 – 88 (46-52) | Germania Ovest |  |

| Leverkusen giugno 1985 | Paesi Bassi | 79 – 112 (32-56) | Italia |  |

| Leverkusen giugno 1985 | Paesi Bassi | 66 – 104 (29-57) | Cecoslovacchia |  |

| Leverkusen giugno 1985 | Germania Ovest | 73 – 70 (32-35) | Bulgaria |  |

| Leverkusen giugno 1985 | Israele | 92 – 89 (d.1t.s.) (46-38, 79-79) | Italia |  |

## Fase Finale

### Torneo 9° 12º posto
Le squadre eliminate nella prima fase si affrontano in un torneo ad eliminazione diretta per determinare le posizioni dalla nona alla dodicesima .
|  | Semifinali  | Semifinali  | Semifinali |         |         | Nono Posto       | Nono Posto       | Nono Posto       |  |
|  |             |             |            |         |         |                  |                  |                  |  |
|  | Polonia     | Polonia     | 86         |         |         |                  |                  |                  |  |
|  | Polonia     | Polonia     | 86         |         |         |                  |                  |                  |  |
|  | Israele     | Israele     | 91         |         |         |                  |                  |                  |  |
|  | Israele     | Israele     | 91         |         | Israele | Israele          | 90               |                  |  |
|  |             |             |            |         | Israele | Israele          | 90               |                  |  |
|  |             |             | Romania    | Romania | 89      |                  |                  |                  |  |
|  | Romania     | Romania     | Romania    | Romania | 89      | 90               |                  |                  |  |
|  | Romania     | Romania     |            |         |         | 90               |                  |                  |  |
|  | Paesi Bassi | Paesi Bassi | 87         |         |         | Undicesimo Posto | Undicesimo Posto | Undicesimo Posto |  |
|  | Paesi Bassi | Paesi Bassi | 87         |         |         |                  |                  |                  |  |
|  |             |             |            |         |         |                  |                  |                  |  |
|  |             |             |            |         |         | Polonia          | Polonia          | 102              |  |
|  |             |             |            |         |         | Polonia          | Polonia          | 102              |  |
|  |             |             |            |         |         | Paesi Bassi      | Paesi Bassi      | 100              |  |

### Torneo finale
Le squadre qualificatesi per il turno finale si incontrano in un torneo ad eliminazione diretta.
|  | Quarti di finale | Quarti di finale |                |        | Semifinali                | Semifinali                |  |  | Finale | Finale |
|  |                  |                  |                |        |                           |                           |  |  |        |        |
|  | 35               |                  |                |        |                           |                           |  |  |        |        |
|  |                  |                  |                |        |                           |                           |  |  |        |        |
|  | Spagna           | 98               |                |        |                           |                           |  |  |        |        |
|  | Spagna           | 98               | 41             |        |                           |                           |  |  |        |        |
|  | Germania Ovest   | 83               |                |        |                           |                           |  |  |        |        |
|  | Germania Ovest   | 83               | Spagna         | 95     |                           |                           |  |  |        |        |
|  | 38               |                  | Spagna         | 95     |                           |                           |  |  |        |        |
|  |                  | Cecoslovacchia   | 98             |        |                           |                           |  |  |        |        |
|  | Jugoslavia       | Cecoslovacchia   | 98             | 91     |                           |                           |  |  |        |        |
|  | Jugoslavia       |                  | 46             | 91     |                           |                           |  |  |        |        |
|  | Cecoslovacchia   | 102              |                |        |                           |                           |  |  |        |        |
|  | Cecoslovacchia   | 102              | Cecoslovacchia | 89     |                           |                           |  |  |        |        |
|  | 36               |                  | Cecoslovacchia | 89     |                           |                           |  |  |        |        |
|  |                  | Unione Sovietica | 120            |        |                           |                           |  |  |        |        |
|  | Francia          | Unione Sovietica | 120            | 71     |                           |                           |  |  |        |        |
|  | Francia          | 42               |                | 71     |                           |                           |  |  |        |        |
|  | Italia           | 97               |                |        |                           |                           |  |  |        |        |
|  | Italia           | 97               | Italia         | 96     | Finale per il terzo posto | Finale per il terzo posto |  |  |        |        |
|  | 37               |                  | Italia         | 96     | Finale per il terzo posto | Finale per il terzo posto |  |  |        |        |
|  |                  | Unione Sovietica | 112            |        |                           |                           |  |  |        |        |
|  | Unione Sovietica | Unione Sovietica | 112            | 104    | Spagna                    | 90                        |  |  |        |        |
|  | Unione Sovietica |                  |                | 104    | Spagna                    | 90                        |  |  |        |        |
|  | Bulgaria         | 86               |                | Italia | 102                       |                           |  |  |        |        |
|  | Bulgaria         | 86               |                |        | 102                       |                           |  |  |        |        |
|  |                  |                  |                |        |                           |                           |  |  | 44     |        |
|  |                  |                  |                |        |                           |                           |  |  |        |        |

### Torneo 5º - 8º posto
|  | Semifinali     | Semifinali     | Semifinali |         |                | Quinto Posto   | Quinto Posto  | Quinto Posto  |  |
|  |                |                |            |         |                |                |               |               |  |
|  | Germania Ovest | Germania Ovest | 98         |         |                |                |               |               |  |
|  | Germania Ovest | Germania Ovest | 98         |         |                |                |               |               |  |
|  | Jugoslavia     | Jugoslavia     | 84         |         |                |                |               |               |  |
|  | Jugoslavia     | Jugoslavia     | 84         |         | Germania Ovest | Germania Ovest | 100           |               |  |
|  |                |                |            |         | Germania Ovest | Germania Ovest | 100           |               |  |
|  |                |                | Francia    | Francia | 81             |                |               |               |  |
|  | Francia        | Francia        | Francia    | Francia | 81             | 107            |               |               |  |
|  | Francia        | Francia        |            |         |                | 107            |               |               |  |
|  | Bulgaria       | Bulgaria       | 105        |         |                | Settimo Posto  | Settimo Posto | Settimo Posto |  |
|  | Bulgaria       | Bulgaria       | 105        |         |                |                |               |               |  |
|  |                |                |            |         |                |                |               |               |  |
|  |                |                |            |         |                | Jugoslavia     | Jugoslavia    | 105           |  |
|  |                |                |            |         |                | Jugoslavia     | Jugoslavia    | 105           |  |
|  |                |                |            |         |                | Bulgaria       | Bulgaria      | 86            |  |

### Quarti di finale
| Stoccarda giugno 1985 | Spagna | 98 – 83 (60-44) | Germania Ovest |  |

| Stoccarda giugno 1985 | Francia | 71 – 97 (39-38) | Italia |  |

| Stoccarda giugno 1985 | Unione Sovietica | 104 – 86 (52-45) | Bulgaria |  |

| Stoccarda giugno 1985 | Jugoslavia | 91 – 102 (43-51) | Cecoslovacchia |  |

### Semifinali
9º-12º posto
| Stoccarda giugno 1985 | Polonia | 86 – 91 (45-40) | Israele |  |

| Stoccarda giugno 1985 | Romania | 90 – 87 (46-46) | Paesi Bassi |  |

5º-8º posto
| Stoccarda giugno 1985 | Germania Ovest | 98 – 84 (49-37) | Jugoslavia |  |

| Stoccarda giugno 1985 | Francia | 107 – 105 (d.1t.s.) (39-51, 90-90) | Bulgaria |  |

1º-4º posto
| Stoccarda giugno 1985 | Spagna | 95 – 98 (56-49) | Cecoslovacchia |  |

| Stoccarda giugno 1985 | Italia | 96 – 112 (40-73) | Unione Sovietica |  |

### Finali
11°-12 posto
| Stoccarda giugno 1985 | Polonia | 102 – 100 (53-40) | Paesi Bassi |  |

9º-10º posto
| Stoccarda giugno 1985 | Israele | 90 – 89 (47-47) | Romania |  |

7º-8º posto
| Stoccarda giugno 1985 | Jugoslavia | 105 – 86 (56-44) | Bulgaria |  |

5º-6º posto
| Stoccarda giugno 1985 | Germania Ovest | 100 – 81 (49-42) | Francia |  |

3º-4º posto
| Stoccarda giugno 1985 | Spagna | 90 – 102 (d.1t.s.) (46-49, 84-84) | Italia |  |

1º-2º posto
| Stoccarda giugno 1985 | Cecoslovacchia | 89 – 120 (47-54) | Unione Sovietica |  |

## Classifica Finale
| Campione d'Europa | Campione d'Europa | Campione d'Europa |
| --- | ----------------- | --- |
| Unione Sovietica4 Volkov, 5 Enden, 6 Tarakanov, 7 Chomičius, 8 Lopatov, 9 Tichonenko, 10 Valters, 11 Tkačenko, 12 Kurtinaitis, 13 Jovaiša, 14 Belostennyj, 15 Sabonis, All. Vladimir Obuchov |                   | |
| Argento | Cecoslovacchia    | Cecoslovacchia4 Skála, 5 Žuffa, 6 Havlík, 7 Rajniak, 8 Kropilák, 9 Böhm, 10 Okáč, 11 Vraniak, 12 Vyoral, 13 Brabenec, 14 Matický, 15 Krejčí, All. Pavel Petera                                |
| Bronzo | Italia            | Italia4 Savio, 5 Bosa, 6 Costa, 7 Gilardi, 8 Magnifico, 9 Brunamonti, 10 Villalta, 11 Binelli, 12 Premier, 13 Vecchiato, 14 Marzorati, 15 Sacchetti, All. Sandro Gamba                        |
| 4 | Spagna            | Spagna4 Villacampa, 5 Llorente, 6 Sibilio, 7 Margall, 8 Jiménez, 9 Romay, 10 Martín, 11 Gil, 12 Costa, 13 de la Cruz, 14 López, 15 Epi, All. Antonio Díaz-Miguel                              |
| 5 | Germania Ovest    | Germania Ovest4 Peters, 5 Baeck, 6 Körner, 7 Sauer, 8 Jackel, 9 Welp, 10 Blab, 11 Sowa, 12 Schrempf, 13 Wadehn, 14 Schröder, 15 Behnke, All. Ralph Klein                                      |
| 6 | Francia           | Francia4 Hufnagel, 5 Cazalon, 6 Cham, 7 Monclar, 8 Szanyiel, 9 Ostrowski, 10 Grégoire, 11 Dubuisson, 12 Haquet, 13 Garnier, 14 Hersin, 15 Demory, All. Jean Luent                             |
| 7 | Jugoslavia        | Jugoslavia4 D. Petrović, 5 Zorkić, 6 Čutura, 7 Vranković, 8 Sunara, 9 Mutapčić, 10 Radović, 11 Knego, 12 Ušić, 13 Nakić, 14 Vučević, 15 B. Petrović, All. Krešimir Ćosić                      |
| 8 | Bulgaria          | Bulgaria4 Koev, 5 A. Kolev, 6 J. Kolev, 7 R. Barčovski, 8 Evtimov, 9 Vezenkov, 10 Cenov, 11 Mladenov, 12 Antov, 13 Jonov, 14 Gluškov, 15 Amiorkov, All. Cvjatko Barčovski                     |
| 9 | Israele           | Israele4 Bino, 5 Daniel, 6 Yaakobi, 7 Aroesti, 8 Schlachter, 9 Berkovich, 10 Zlotikman, 11 Zisman, 12 Jamchi, 13 Lippin, 14 Hozez, 15 Willis, All. Zvi Sherf                                  |
| 10 | Romania           | Romania4 Ermurache, 5 Szabo, 6 Constantin, 7 Ionescu, 8 Rădulescu, 9 Niculescu, 10 Cernat, 11 Opsitaru, 12 Netolitzchi, 13 Jacob, 14 Marinache, 15 Vinereanu, All. Gheorghe Novac             |
| 11 | Polonia           | Polonia4 Zelig, 5 Szczubiał, 6 Żurawski, 7 Sobczyński, 8 Jechorek, 9 Binkowski, 10 Mulak, 11 Węglorz, 12 Fiedler, 13 Wardach, 14 Zyskowski, 15 Fikiel, All. Andrzej Kuchar                    |
| 12 | Paesi Bassi       | Paesi Bassi4 Esajas, 5 Schilp, 6 de Vries, 7 de Waard, 8 Esveldt, 9 van der Schaaf, 10 Franken, 11 van de Lagemaat, 12 Kuipers, 13 van Noord, 14 Heijdeman, 15 van Essen, All. Vladimír Heger |

## Premi individuali

### MVP del torneo
- Arvydas Sabonis

### Miglior quintetto del torneo
- Playmaker:  Valdis Valters
- Guardia tiratrice:  Dražen Petrović
- Ala piccola:  Detlef Schrempf
- Ala grande:  Fernando Martín
- Centro:  Arvydas Sabonis